# Bardo (nome)
Bardo  è un nome proprio di persona italiano maschile.

## Origine e diffusione
Il nome può avere diverse origini:
- Riconducibile al termine italiano bardo (che indica un antico poeta o cantore)[2]; etimologicamente deriva, tramite il latino bardus, dal celtico bardos, "poeta", "cantore"[2][3]
- Nome germanico, che può essere riconducibile a più radici: barta ("ascia"), bart ("barba"), barti ("gigante") o anche il già citato bardus ("bardo")[4]; varianti attestate del nome germanico sono Barto, Bartho, Pardo, Pardus, Parto e Partho[4]
- Ipocoristico di altri nomi quali Bernardo[1], Gebardo e Leobardo

## Onomastico
L'onomastico può essere festeggiato l'11 giugno in ricordo di san Bardo o Bardone, vescovo di Magonza.